# Stema Sudanului de Sud

Stema actuală

Stema între 2005-2011

Stema Sudanului de Sud este un vultur negru cu scut, ce are deviza „Justice, Liberty, Prosperity” și textul „Republic of South Sudan”. Înainte de obținerea interdependenței era o altă stemă provizorie.